# Lijst van countryartiesten
Dit is een lijst van countryartiesten, inclusief de oudere stijlen uit de ontwikkeling van de countrymuziek, zoals old-time music, bluegrass en western swing. Sommige artiesten hebben countrymuziek slechts ten dele in hun repertoire.

## Groepen
- 4Fun, Litouws
- Alabama, Amerikaans
- Allman Brothers Band, The, Amerikaans
- American Country Legends, The, Nederlands
- Batenburg Hellbillie, Nederlands
- Bellamy Brothers, Amerikaans
- Black Hills Country Band, Belgisch
- Blanche, Amerikaans
- BlueBirds, The, Nederlands
- BossHoss, The, Duits
- Brooks & Dunn, Amerikaans
- Big & Rich, Amerikaans
- The Browns, Amerikaans
- Carter Family, Amerikaans
- Chico's, De, Nederlands
- Chips, Zweeds
- Common Linnets, The, Nederlands
- Cowboy Junkies, The, Canadees
- Creedence Clearwater Revival, Amerikaans
- Dale & Grace, Amerikaans
- Davisson Brothers Band, Amerikaans
- Diamond Rio, Amerikaans
- Dixie Chicks, Amerikaans
- Doobie Brothers, The, Amerikaans
- Eagles, The, Amerikaans
- Emmy and the Bluegrass Pals, Nederlands
- Everly Brothers, The, Amerikaans
- Exile, Amerikaans

- Florida Georgia Line, Amerikaans
- Flying Burrito Brothers, The, Amerikaans
- Four Men and a Dog, Iers
- The Glaser Brothers
- Grant & Forsyth, Brits
- Grateful Dead, Amerikaans
- Handsome Family, The, Amerikaans
- Highwaymen, The, Amerikaans
- Dr. Hook, Amerikaans
- JudasVille, Nederlands
- Judds, The, Amerikaans
- Lady Antebellum, Amerikaans
- Lonestar, Amerikaans
- Louvin Brothers, The, Amerikaans
- Lewis & Clarke Expedition, The, Amerikaans
- Major Dundee, Nederlands
- Mavericks, The, Amerikaans
- Montgomery Gentry, Amerikaans
- Nickel Creek, Amerikaans
- Notting Hillbillies, The, Brits
- Oak Ridge Boys, Amerikaans
- O'Death, Amerikaans
- Old 97's, Amerikaans
- Ozark Mountain Daredevils, Amerikaans
- Perfect Stranger, Amerikaans

- Phantom Limb, Brits
- Plattfööt, De, Duits
- Pleps, Nederlands
- Prairie Oyster, Canadees
- Pure Prairie League, Amerikaans
- Pussycat, Nederland
- Rascal Flatts, Amerikaans
- Rednex, Zweeds
- Redwing, Amerikaans
- Restless Heart, Amerikaans
- Riders in the Sky, Amerikaans
- Rubettes, The, Brits
- Saskia & Serge, Nederlands
- Sawyer Brown, Amerikaans
- Shacklefords, The, Amerikaans
- Savannah, Nederlands
- SHeDAISY, Amerikaans
- Sidesaddle & Co., Amerikaans
- Statler Brothers, The, Amerikaans
- Sugarland, Amerikaans
- Texas Lightning, Duits
- Tennessee Two / Three, The, Amerikaans
- Trent Summar & the New Row Mob
- Triffids, The, Australisch
- Tumbleweeds, The, Nederlands
- Uncle Tupelo, Amerikaans
- Vaganten, De, Belgisch
- Walkers, The, Nederlands
- York Brothers, The, Amerikaans
- Zac Brown Band, Amerikaans

## Musici

### A
- Stephen Ackles (1966), Noors
- Estrella Acosta (1964), Cubaans
- Roy Acuff (1903-1992), Amerikaans
- Ryan Adams (1974), Amerikaans
- Trace Adkins (1962), Amerikaans
- Airis (1995), Belgisch
- Jason Aldean (1977), Amerikaans
- Charlie Aldrich (1918), Amerikaans
- Gary Allan (1967), Amerikaans
- Dick van Altena (1957), Nederlands
- Lynn Anderson (1947-2015), Amerikaans
- Elisabeth Andreassen (1958), Zweeds
- Jessica Andrews (1983), Amerikaans
- Amber Jo Ann (1995), Nederlands
- Oliver Anthony, Amerikaans
- Eddy Arnold (1918-2008), Amerikaans
- Doug Ashdown (1942), Australisch
- Ernie Ashworth (1928-2009), Amerikaans
- Chet Atkins (1924-2001), Amerikaans
- Michael Antony Austin (1971), Engels, Duits
- Sherrié Austin (1970), Australisch
- Gene Autry (1907-1998), Amerikaans

### B
- Smith Ballew (1902-1984), Amerikaans
- Douwe Bob (1992), Nederlands
- Bobby Bare sr. (1935), Amerikaans
- Bobby Bare jr. (1966), Amerikaans
- Billy Barrix (1937-2013), Amerikaans
- Molly Bee (1939-2009), Amerikaans
- Willie P. Bennett (1951-2008), Canadees
- Dierks Bentley (1975), Amerikaans
- John Berry (1959), Amerikaans
- Clint Black (1962), Amerikaans
- Jeanne Black (1937-2014), Amerikaans
- Suzy Bogguss (1956), Amerikaans
- Johnny Bond (1915-1978), Amerikaans
- John Brack (1950-2006), Zwitsers
- Jeff Bridges (1949), Amerikaans
- Garth Brooks (1962), Amerikaans
- Luke Bryan (1976), Amerikaans
- Jimmy Bryant (1925-1980), Amerikaans
- Dorsey Burnette (1932-1979), Amerikaans
- Johnny Burnette (1934-1964), Amerikaans
- George Burns (1896-1996), Amerikaans
- Tracy Byrd (1966), Amerikaans

### C
- Ashley Lyn Cafagna (1983), Amerikaans
- Glen Campbell (1936), Amerikaans
- Hayes Carll (1976), Amerikaans
- Kasey Chambers (1976), Australisch
- Leon Chappelear (1909-1962), Amerikaans
- Mary Chapin Carpenter (1958), Amerikaans
- Vikki Carr (1941), Amerikaans
- Fiddlin' John Carson (1868-1949), Amerikaans
- Johnny Carson (1933-2010), Amerikaans
- A.P. Carter (1891-1960), Amerikaans
- Deana Carter (1966), Amerikaans
- Boomer Castleman (1945), Amerikaans
- Johnny Cash (1932-2003), Amerikaans
- June Carter Cash (1929-2003), Amerikaans
- Paul Craft (1938), Amerikaans
- Kenny Chesney (1968), Amerikaans
- Mark Chesnutt (1963), Amerikaans
- Vic Chesnutt (1964-2009), Amerikaans
- Lew Childre sr. (1901-1961), Amerikaans
- Eric Church (1977), Amerikaans
- Gene Clark (1944-1991), Amerikaans
- Roy Clark (1933), Amerikaans
- Sanford Clark (1935), Amerikaans
- Terri Clark (1968), Canadees
- Joe Clay (1938-2016), Amerikaans
- Patsy Cline (1932-1963), Amerikaans
- Eddie Cochran (1938-1960), Amerikaans
- Hank Cochran (1935-1970), Amerikaans
- Stephen Cochran (1979), Amerikaans
- Tammy Cochran (1972), Amerikaans
- Shirley Collie (1931-2010), Amerikaans
- Tommy Collins (1930-2000), Amerikaans
- Jessi Colter (1943), Amerikaans
- Luke Combs (1990), Amerikaans
- John Conlee (1946), Amerikaans
- Roger Cook (1940), Brits
- Spade Cooley (1910-1969), Amerikaans
- Rita Coolidge (1945), Amerikaans
- Easton Corbin (1982), Amerikaans
- Kevin Costner (1955), Amerikaans
- Floyd Cramer (1933-1997), Amerikaans
- Anthony Crawford (1957), Amerikaans
- Sheryl Crow (1962), Amerikaans
- Billy Currington (1973), Amerikaans
- Billy Ray Cyrus (1961), Amerikaans

### D
- Ted Daffan (1912-1996), Amerikaans
- Charlie Daniels (1936), Amerikaans
- Kikki Danielsson (1952), Zweeds
- John Davidson (1941), Amerikaans
- Skeeter Davis (1931-2004), Amerikaans
- John Dawson (1945-2009), Amerikaans
- Skyler Day (1991), Amerikaans
- Jimmy Ray Dean (1928-2010), Amerikaans
- Ilse DeLange (1977), Nederlands
- Nathalie Delcroix (1976), Belgisch
- Iris DeMent (1961), Amerikaans
- John Denver (1943-1997), Amerikaans
- Doug Dillard (1937-2012), Amerikaans
- Steve Dorff (1949), Amerikaans
- Dave Dudley (1928-2003), Amerikaans
- Johnny Duncan (1938-2006), Amerikaans
- John Durrill (1941), Amerikaans
- Slim Dusty (1927-2003), Australisch
- Bob Dylan (1941), Amerikaans

### E
- Fred Eaglesmith (1957), Canadees
- Steve Earle (1955), Amerikaans
- Duane Eddy (1938-2024), Amerikaans
- Jonathan Edwards (1946), Amerikaans
- Ramblin' Jack Elliott (1931), Amerikaans
- Laura van den Elzen (1997), Nederlands
- Chris Ethridge (1947-2012), Amerikaans
- Sara Evans (1971), Amerikaans

### F
- Freddy Fender (1937-2006), Amerikaans
- Paula Fernandes (1984), Braziliaans
- Lester Flatt (1914-1979), Amerikaans
- Béla Fleck (1958), Amerikaans
- Tex Fletcher (1909-1987), Amerikaans
- Blaze Foley (1949-1989), Amerikaans
- Tennessee Ernie Ford (1919-1991), Amerikaans
- Connie Francis (1937-2025), Amerikaans
- Admiral Freebee (1975), Belgisch
- Janie Fricke (1947), Amerikaans
- Lefty Frizzell (1928-1975), Amerikaans
- Richie Furay (1944), Amerikaans

### G
- Gunter Gabriel (1942), Duits
- Larry Gatlin (1948), Amerikaans
- Mary Gauthier (1962), Amerikaans
- Crystal Gayle (1951), Amerikaans
- Bobbie Gentry (1944), Amerikaans
- Don Gibson (1928-2003), Amerikaans
- Vince Gill (1957), Amerikaans
- Mickey Gilley (1936), Amerikaans
- Billy Gilman (1988), Amerikaans
- Tompall Glaser (1933-2013), Amerikaans
- Bobby Goldsboro (1941), Amerikaans
- Vern Gosdin (1934-2009), Amerikaans
- Amy Grant (1960), Amerikaans
- Erny Green (1965/66), Nederlands
- Lorne Greene (1915-1987), Canadees
- Lee Greenwood (1942), Amerikaans
- Nanci Griffith (1953), Amerikaans

### H
- Merle Haggard (1937-2016), Amerikaans
- Lucy Hale (1989), Amerikaans
- Monte Hale (1919-2009), Amerikaans
- Tom T. Hall (1936), Amerikaans
- Emmylou Harris (1947), Amerikaans
- Alex Harvey (1947), Amerikaans
- Ronnie Hawkins (1935), Canadees-Amerikaans
- Lee Hazlewood (1929-2007), Amerikaans
- Eric Heatherly (1970), Amerikaans
- Ty Herndon (1962), Amerikaans
- Specs Hildebrand (1950), Nederlands
- Faith Hill (1967), Amerikaans
- Jolie Holland (1975), Amerikaans
- Buddy Holly (1936-1959), Amerikaans
- Wayland Holyfield (1942), Amerikaans
- Doc Hopkins (1899-1988), Amerikaans
- Jim Horn (1940), Amerikaans
- Johnny Horton (1925-1960), Amerikaans
- Sam Hunt (1984), Amerikaans
- Ivory Joe Hunter (1914-1974), Amerikaans
- Tommy Hunter (1937), Canadees
- Ferlin Husky (1925-2011), Amerikaans

### I
- Pedro Infante jr. (1950-2009), Mexicaans

### J
- Alan Jackson (1958), Amerikaans
- Wanda Jackson (1937), Amerikaans
- Brett James (1968), Amerikaans
- Tom Jans (1948-1984), Amerikaans
- Sarah Jarosz (1991), Amerikaans
- Waylon Jennings (1937-2002), Amerikaans
- Jack Jersey (1941-1997), Nederlands
- Jewel (1974), Amerikaans
- Jill Johnson (1973), Zweeds
- George Jones (1931-2013), Amerikaans
- Norah Jones (1979), Amerikaans
- Wynonna Judd (1964), Amerikaans

### K
- Christian Kane (1974), Amerikaans
- Kathy Mattea (1959), Amerikaans
- Ben Keith (1937-2010), Amerikaans
- Toby Keith (1961), Amerikaans
- Sammy Kershaw (1958), Amerikaans
- Cheyenne Kimball (1990), Amerikaans
- Claude King (1923-2013), Amerikaans
- Eddie Kirk (1919-1997), Amerikaans
- Chris Knight (1960), Amerikaans
- Buddy Knox (1933-1999), Amerikaans
- Jana Kramer (1983), Amerikaanse
- Alison Krauss (1971), Amerikaans
- Tim Krekel (1950-2009), Amerikaans
- Kris Kristofferson (1936-2024), Amerikaans

### L
- Miranda Lambert (1983), Amerikaans
- Ilse de Lange (1977), Nederlands
- Frankie Laine (1931-2007), Amerikaans
- Frankie Lane (?), Iers
- k.d. lang (1961), Canadees
- Nicolette Larson (1952-1997), Amerikaans
- Tracy Lawrence (1968), Amerikaans
- Chris LeDoux (1948-2005), Amerikaans
- Albert Lee (1943), Amerikaans
- Brenda Lee (1944), Amerikaans
- Dickey Lee (1936), Amerikaans
- Aaron Lewis (1972), Amerikaans
- Jerry Lee Lewis (1935-2022), Amerikaans
- Gordon Lightfoot (1938), Canadees
- Reg Lindsay (1929-2008), Australisch
- Lissie (1982), Amerikaans
- Jimmy Little (1937-2012), Australisch
- Hank Locklin (1918-2009), Amerikaans
- Robby Longo (1981), Belgisch
- John D. Loudermilk (1934), Amerikaans
- Charlie Louvin (1927-2011), Amerikaans
- Lydia Loveless (1990), Amerikaans
- Patty Loveless (1957), Amerikaans
- Lyle Lovett (1957), Amerikaans
- Bob Luman (1937-1978), Amerikaans
- Loretta Lynn (1932), Amerikaans

### M
- Uncle Dave Macon (1870-1952), Amerikaans
- Barbara Mandrell (1948), Amerikaans
- Sammy Masters (1930-2013), Amerikaans
- Johnny Mathis (1933-2011), Amerikaans
- Kathy Mattea (1959), Amerikaans
- Martina McBride (1966), Amerikaans
- Maureen McCormick (1956), Amerikaans
- Neal McCoy (1958), Amerikaans
- Mindy McCready (1975-2013), Amerikaans
- Jennette McCurdy (1992), Amerikaans
- Skeets McDonald (1915-1968), Amerikaans
- Reba McEntire (1955), Amerikaans
- Tim McGraw (1967), Amerikaans
- Jo Dee Messina (1970), Amerikaans
- Egbert Meyers (1948), Nederlands
- Buddy Miller (1952), Amerikaans
- Frankie Miller (1931), Amerikaans
- Jody Miller (1941), Amerikaans
- Ned Miller (1925), Amerikaans
- Roger Miller (1936-1992), Amerikaans
- Ronnie Milsap (1943), Amerikaans
- Beverley Mitchell (1981), Amerikaans
- Ashley Monroe (1986), Amerikaans
- Bill Monroe (1911-1996), Amerikaans
- John Michael Montgomery (1965), Amerikaans
- Kip Moore (1980), Amerikaans
- Allison Moorer (1972), Amerikaans
- Rick Moranis (1953), Canadees
- Gurf Morlix (1951), Amerikaans
- Ella Mae Morse (1924-1999), Amerikaans
- Jay Munly, Canadees
- Michael Martin Murphey (1945), Amerikaans
- Anne Murray (1945), Canadees
- Larry Murray (1937/38), Amerikaans

### N
- Ricky Nelson (1940-1985), Amerikaans
- Willie Nelson (1933), Amerikaans
- Aaron Neville (1941), Amerikaans
- Mickey Newbury (1940-2002), Amerikaans
- Juice Newton (1952), Amerikaans
- Olivia Newton-John (1948), Australisch
- Joe Nichols (1976), Amerikaans
- Beth Nielsen Chapman (1958), Amerikaans
- Heather Myles (1972), Amerikaans

### O
- Roy Orbison (1936-1988), Amerikaans
- K.T. Oslin (1942), Amerikaans
- Buck Owens (1929-2006), Amerikaans

### P
- Brad Paisley (1972), Amerikaans
- Patti Page (1927-2013), Amerikaans
- Gram Parsons (1946-1973), Amerikaans
- Dolly Parton (1946), Amerikaans
- Stella Parton (1949), Amerikaans
- Johnny Paycheck (1938-2003), Amerikaans
- Hank Penny (1918-1992), Amerikaans
- Ben Peters (1933-2005), Amerikaans
- Steve Phillips (1948), Brits
- Webb Pierce (1921-1991), Amerikaans
- Sandy Posey (1944), Amerikaans
- Elvis Presley (1935-1977), Amerikaans
- Ray Price (1926-2013), Amerikaans
- Charley Pride (1938-2020), Amerikaans
- John Prine (1946), Amerikaans
- Rachel Proctor (1974), Amerikaans
- Riley Puckett (1894-1946), Amerikaans

### R
- Mike Rabon (1943), Amerikaans
- Ramblin' Eddy (1955), Nederlands
- Boots Randolph (1927-2007), Amerikaans
- Johnny Rebel (1938), Amerikaans
- Del Reeves (1932-2007), Amerikaans
- Jim Reeves (1923-1964), Amerikaans
- Bonnie Raitt (1949), Amerikaans
- Kimmie Rhodes (1954), Amerikaans
- Charlie Rich (1932-1995), Amerikaans
- Billy Lee Riley (1933-2009), Amerikaans
- Jeannie Riley (1945), Amerikaans
- LeAnn Rimes (1982), Amerikaans
- Tex Ritter (1905-1974), Amerikaans
- A.J. Roach (1975), Amerikaans
- Marty Robbins (1925-1985), Amerikaans
- Alf Robertson (1941-2008), Zweeds
- Kid Rock (1971), Amerikaans
- Jimmie Rodgers (1897-1933), Amerikaans
- Johnny Rodriguez (1951), Amerikaans
- David Rogers (1936-1993), Amerikaans
- Kenny Rogers (1938), Amerikaans
- Roy Rogers (1911-1998), Amerikaans
- Linda Ronstadt (1946), Amerikaans
- Darius Rucker (1966), Amerikaans
- Johnny Russell (1940-2001), Amerikaans
- Tom Russell (1953), Amerikaans

### S
- Doug Sahm (1941), Amerikaans
- John Schneider (1960), Amerikaans
- Bobbejaan Schoepen (1925-2010), Belgisch
- Darrell Scott (1959), Amerikaans
- Jack Scott (1936), Amerikaans
- Ramblin' Tommy Scott (1917-2013), Amerikaans
- Earl Scruggs (1924-2012), Amerikaans
- Dan Seals (1948-2009), Amerikaans
- Vivien Searcy (1975), Amerikaans
- Pete Seeger (1919-2014), Amerikaans
- Victoria Shaw (1962), Amerikaans
- Blake Shelton (1976), Amerikaans
- Jean Shepard (1933-2016), Amerikaans
- Troy Shondell (1940-2016), Amerikaans
- Harper Simon (1972), Amerikaans
- Red Simpson (1934-2016), Amerikaans
- Sturgill Simpson (1978), Amerikaans
- Ricky Skaggs (1954), Amerikaans
- Carl Smith (1927-2010), Amerikaans
- Audrey Smits (1973), Nederlands
- Hank Snow (1914-1999), Amerikaans
- Red Sovine (1917-1980), Amerikaans
- Sissy Spacek (1949), Amerikaans
- Billie Jo Spears (1937-2011), Amerikaans
- Lucille Starr (1938-2020), Canadees
- Ben Steneker (1935), Nederlands
- Seasick Steve (1941), Amerikaans
- Ray Stevens (1939), Amerikaans
- Will Stevens, Nederlands
- Gary Stewart (1944-2006), Amerikaans
- Wynn Stewart (1934-1985), Amerikaans
- Cliffie Stone (1917-1998), Amerikaans
- George Strait (1952), Amerikaans
- Billy Strange (1930-2012), Amerikaans
- Marty Stuart (1958), Amerikaans
- Billy Swan (1942), Amerikaans
- Taylor Swift (1989), Amerikaans

### T
- B. J. Thomas (1942), Amerikaans
- Hank Thompson (1925-2007), Amerikaans
- Sue Thompson (1926), Amerikaans
- Mel Tillis (1932), Amerikaans
- Pam Tillis (1957), Amerikaans
- Johnny Tillotson (1939), Amerikaans
- Aaron Tippin (1958), Amerikaans
- Merle Travis (1917-1983), Amerikaans
- Randy Travis (1959), Amerikaans
- Travis Tritt (1963), Amerikaans
- Tanya Tucker (1958), Amerikaans
- Shania Twain (1965), Canadees
- Conway Twitty (1933-1993), Amerikaans
- Rick Trevino (1971), Amerikaans

### U
- Carrie Underwood (1983), Amerikaans
- Keith Urban (1967), Nieuw-Zeelands

### V
- Townes Van Zandt (1944-1997), Amerikaans
- Phil Vassar (1964), Amerikaans
- Astrid van der Veen (1986), Nederlands
- Hilde Vos (1986), Nederlands
- Gerard de Vries (1933-2015), Nederlands

### W
- Porter Wagoner (1927-2007), Amerikaans
- Billy Walker (1929-2006), Amerikaans
- Clay Walker (1969), Amerikaans
- Jerry Wallace (1928-2008), Amerikaans
- Dale Watson (1962), Amerikaans
- Doc Watson (1923-2012), Amerikaans
- Waylon (1980), Nederlands
- Dottie West (1932-1991), Amerikaans
- Speedy West (1924-2003), Amerikaans
- Floyd Red Crow Westerman (1936-2007), Amerikaans
- Slim Whitman (1923-2013), Amerikaans
- Rusty Wier (1944-2009), Amerikaans
- Marijohn Wilkin (1920-2006), Amerikaans
- Toni Willé (1953), Nederlands
- Bob Wills (1905-1975), Amerikaans
- Audrey Williams (1923-1975), Amerikaans
- Don Williams (1939), Amerikaans
- Hank Williams sr. (1923-1953), Amerikaans
- Hank Williams jr. (1949), Amerikaans
- Hank Williams III (1972), Amerikaans
- Hilary Williams (1979), Amerikaans
- Holly Williams (1981), Amerikaans
- Jett Williams (1953), Amerikaans
- Lucinda Williams (1953), Amerikaans
- Tex Williams (1917-1985), Amerikaans
- Mark Wills (1973), Amerikaans
- Country Wilma (1951), Nederlands
- Larry Jon Wilson (1940-2010), Amerikaans
- Lana Wolf (1975), Nederlands
- Lee Ann Womack (1966), Amerikaans
- Sheb Wooley (1921-2003), Amerikaans
- Darryl Worley (1964), Amerikaans
- Chely Wright (1970), Amerikaans
- Johnnie Wright (1914-2011), Amerikaans
- Tammy Wynette (1942-1998), Amerikaans

### Y
- Billy Yates (1951), Amerikaans
- Trisha Yearwood (1964), Amerikaans
- Dwight Yoakam (1956), Amerikaans
- Faron Young (1932-1996), Amerikaans
- Neil Young (1945), Canadees